# Leptodactylus mystaceus
Espèce
Synonymes
- Rana mystacea Spix, 1824
- Leptodactylus amazonicus Heyer, 1978

Statut de conservation UICN

 LC  : Préoccupation mineure
Leptodactylus mystaceus est une espèce d'amphibiens de la famille des Leptodactylidae.

## Répartition
Cette espèce se rencontre du niveau de la mer à 1 000 m d'altitude dans le bassin de l'Amazone :
- au Brésil ;
- en Guyane ;
- au Suriname ;
- au Guyana ;
- au Venezuela ;
- en Colombie ;
- au Pérou ;
- en Bolivie ;
- en Équateur.

## Étymologie
Le nom spécifique mystaceus vient du grec mystax, la moustache, en référence à la bande faciale claire présente sur le tête.

## Publication originale
- Spix, 1824 : Animalia nova sive species novae testudinum et ranarum, quas in itinere per Brasiliam annis 1817-1820 (texte intégral)